# Cantó de Grand-Couronne

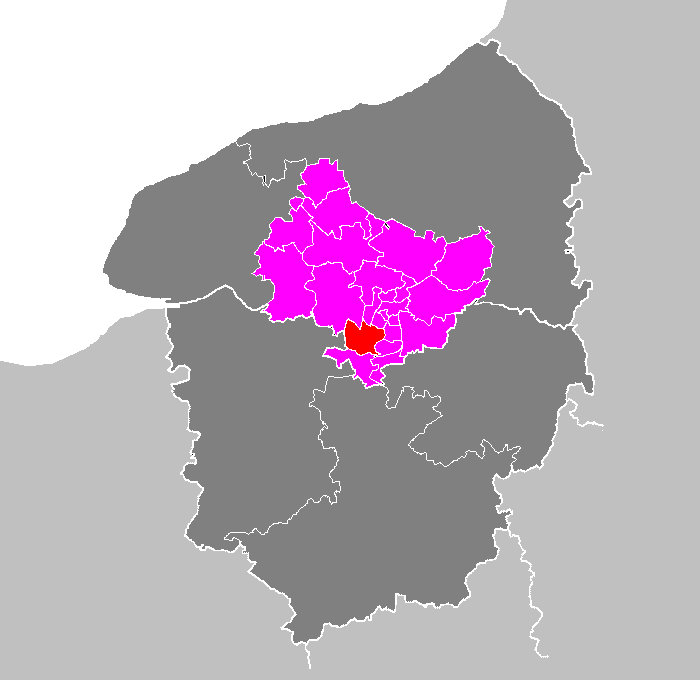
Mapa de localització del cantó.

El cantó de Grand-Couronne és un cantó francès del departament del Sena Marítim, situat al districte de Rouen. Té 8 municipis i el cap és Grand-Couronne.

## Municipis
- La Bouille
- Grand-Couronne
- Hautot-sur-Seine
- Moulineaux
- Petit-Couronne
- Sahurs
- Saint-Pierre-de-Manneville
- Val-de-la-Haye

## Història
| Data d'elecció                           | Identitat           | Partit           | Qualitat |
| ---------------------------------------- | ------------------- | ---------------- | -------- |
| 1945-1951                                | Tony Larue          | SFIO             |          |
| 1951-1964                                | Martial Spinneweber | PCF              |          |
| 1964-1982                                | Tony Larue          | SFIO, després PS |          |
| 1982-1985                                | Mme Duchemin        | PS               |          |
| 1985-2000                                | Marc Massion        | PS               |          |
| 2000-2002                                | Laurent Fabius      | PS               |          |
| 2002-                                    | Dominique Randon    | PS               |          |
| les dades anteriors no són pas conegudes |                     |                  |          |
|                                          |                     |                  |          |

## Demografia
| A partir de 1990: Població sense dobles comptes |